# Ephebe tasmanica
Ephebe tasmanica är en lavart som beskrevs av James Mascall Morrison Crombie. 
Ephebe tasmanica ingår i släktet Ephebe och familjen Lichinaceae. Inga underarter finns listade i Catalogue of Life.